# Sigurður Helgason

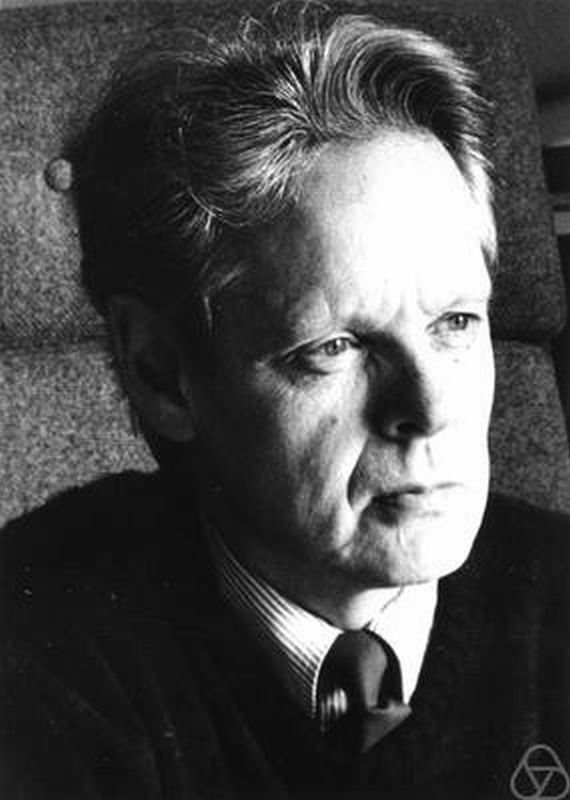
Sigurður Helgason 1988

Sigurður Helgason (anglisiert Sigurdur Helgason; * 30. September 1927 in Akureyri, Island; † 3. Dezember 2023 in Belmont, Massachusetts) war ein isländischer Mathematiker, der sich mit harmonischer Analysis, Differentialgeometrie, Lie-Gruppen, Integralgeometrie und Differentialgleichungen auf Lie-Gruppen beschäftigte.

## Leben und Werk
Sigurður Helgason studierte an der Universität Island in Reykjavík mit dem Bachelor-Abschluss 1946 und an der Universität Kopenhagen mit dem Master-Abschluss 1952. Er wurde 1954 an der Princeton University bei Salomon Bochner (Banach algebras and almost periodic functions) promoviert. 1954 bis 1956 war er Moore-Instructor am Massachusetts Institute of Technology (MIT) und 1957 bis 1959 Louis Block Lecturer an der University of Chicago. 1959 wurde er Assistant Professor am MIT und 1965 Professor. 1956/57 war er an der Princeton University und 1959/60 Gastprofessor an der Columbia University. 1964–1966, 1974/75, 1983/84 und 1998 war er am Institute for Advanced Study in Princeton. 1970/71 (und 1995) war er am Mittag-Leffler-Institut in Stockholm.
Sigurður Helgason wurde für seine Lehrbücher bekannt, für die er 1988 den Leroy P. Steele Prize erhielt, insbesondere für Differential geometry of symmetric spaces 1962 (später auf zwei Bände erweitert), das für die Darstellung der Differentialgeometrie und der Lie-Gruppen in Lehrbüchern Vorbildcharakter bekam. Es sollte nach Sigurður Helgasons eigenen Worten harmonische (geometrische) Analysis auf symmetrischen Räumen in Analogie zur Theorie der Fourier- und Radontransformation im euklidischen Raum darstellen.
Sigurður Helgason war Mitglied der isländischen und Königlich Dänischen Akademie der Wissenschaften und der American Academy of Arts and Sciences (1970). Er war Fellow der American Mathematical Society. 1951 erhielt er die Goldmedaille der Universität Kopenhagen. 1964/65 war er Guggenheim Fellow. 1970 war er Invited Speaker auf dem Internationalen Mathematikerkongress in Nizza (Group representations and symmetric spaces) und 1962 in Stockholm (Some results in invariant theory). 1986 wurde er Ehrendoktor der Universität Island, 1996 in Uppsala und 1988 der Universität Kopenhagen, deren Goldmedaille er außerdem erhielt. 1991 erhielt er das große Ritterkreuz des Ordens des isländischen Falken.
Zu seinen Doktoranden zählt James Lepowsky.
1957 heiratete er Artie Gianopulos und hatte einen Sohn und eine Tochter.

## Schriften (Auswahl)
- Differential geometry and symmetric spaces (= Pure and Applied Mathematics. 12, ISSN 0079-8169). Academic Press, New York NY u. a. 1962.
- Analysis on Lie groups and homogeneous spaces. American Mathematical Society, Providence RI 1972, ISBN 0-8218-1664-0.
- Differential geometry, Lie groups and symmetric spaces (= Pure and Applied Mathematics. 80). Academic Press, New York NY u. a. 1978, ISBN 0-12-338460-5.
- The Radon Transform (= Progress in Mathematics. 5). Birkhäuser, Boston MA u. a. 1980, ISBN 3-7643-3006-6 (2. Auflage. ebenda 1999, ISBN 3-7643-4109-2).
- Topics in harmonic analysis on homogeneous spaces (= Progress in Mathematics. 13). Birkhäuser, Boston MA u. a. 1981, ISBN 3-7643-3051-1.
- Groups and geometric analysis. Integral geometry, invariant differential operators and spherical functions (= Pure and Applied Mathematics. 113). Academic Press, Orlando FL u. a. 1984, ISBN 0-12-338301-3.